# 엘레크 페렌츠

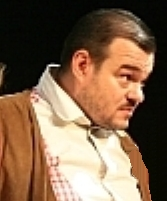

엘레크 페렌츠(헝가리어: Elek Ferenc, 1974년 6월 3일 ~ )은 헝가리의 배우이다.
부다페스트에서 태어났다.

## 영화
- 데미몬드 (2015년)
- 이그잼 (2011년)
- 피날레 (2011년)
- S.O.S 러브! - 밀리언 달러 콘트랙트 (2011년) - 페리크 역
- 퀘스천 인 디테일 (2010년)
- 바리아시오크 (2009년)
- 헬보이 2: 골든 아미 (2008년)
- 오버나잇 (2007년)
- 더 컴퍼니 (2007년)
- 헤르미나필드의 망령 (2006년)
- 달콤한 여름 (2004년)
- 타마스 앤 줄리 (1997년)